# Артемьев, Эдуард Николаевич
Эдуа́рд Никола́евич Арте́мьев (30 ноября 1937, Новосибирск, СССР — 29 декабря 2022, Москва, Россия) — советский и российский композитор. Герой Труда Российской Федерации (2022), народный артист Российской Федерации (1999), лауреат четырёх Государственных премий Российской Федерации (1993, 1995, 1999, 2017), Государственной премии РСФСР им. братьев Васильевых (1988) и премии «Золотая маска» (2017).
Известен как автор музыки к фильмам Андрея Тарковского, Никиты Михалкова и Андрея Кончаловского.

## Биография
Родился 30 ноября 1937 года в Новосибирске, в котором его родители-москвичи были «проездом». В возрасте семи лет был отправлен в Москву, к дяде. Отец — инженер, мать — домохозяйка.
Первоначальное музыкальное образование получил в Московском хоровом училище. В 1960 году окончил Московскую консерваторию по классу композиции Ю. А. Шапорина.
Встретившись в 1960 году с инженером Е. Мурзиным, создателем одного из первых в мире синтезаторов, занялся исследованиями синтеза звука и электронной музыки (экспериментировал в студии Музея им. А. Скрябина, работал программистом в НИИ) и сотрудничал в первой в СССР экспериментальной студии электронной музыки. В 1968 году на Интернациональном конгрессе электронной музыки во Флоренции был представлен уникальный фотоэлектрический «АНС» (изобретатель — Е. Мурзин, электронные композиции — Артемьев). Участвовал в деятельности фирм звукозаписи и киностудий в Балтиморе, Бурже (1989). Президент Ассоциации электроакустической музыки при ЮНЕСКО.
Известность принесла Артемьеву его работа в кино. В 1961 году по совету композитора В. Мурадели озвучил фильм «Мечте навстречу». Затем написал музыку более чем к 200 художественным фильмам, документальным и мультипликационным лентам. Среди них — три фильма А. Тарковского: «Солярис» (1972), «Зеркало» (1975), «Сталкер» (1979), фильмы Н. Михалкова, А. Кончаловского и В. Абдрашитова. Музыка Артемьева к кинофильмам вошла в альбом «Территория любви» (1998).
Лучшие из песен Артемьева — это песни из кинофильмов, либо песни, возникшие на материале музыки из фильмов («Полёт на дельтаплане», «Затихло где-то танго»), оригинальные песни-баллады, песни-поэмы («Здравствуй, день!», «Воспоминание», «Костры рябин», «Звёздные просторы», «Всё зелёное в сердце со мной»), звучащие в исполнении Г. Трофимова, В. Леонтьева, Ж. Рождественской, Р. Бабаян. Пример синтеза электронного рока и симфонической музыки — альбом Артемьева и его группы «Бумеранг» «Тепло Земли» на стихи Ю. Рытхэу, созданный по заказу певицы Жанны Рождественской. Для ВИА «Поющие гитары» написана рок-опера «Преступление и наказание» (по мотивам романа Ф. Достоевского).
Артемьев являлся членом Союза композиторов и Союза кинематографистов России, президентом основанной им же в 1990 году «Российской ассоциации электроакустической музыки», а также членом исполнительного комитета Интернациональной конфедерации электроакустической музыки ICEM при ЮНЕСКО. Читал лекции для студентов-композиторов Московской консерватории и проводил мастер-классы. С 1964 по 1985 год работал старшим преподавателем по классу инструментовки в Московском институте культуры.
Работы Артемьева выпущены, в частности, CD-лейблом «Электрошок Рекордз», основанным во второй половине 1990-х годов его сыном Артемием Артемьевым. Последней его работой должен был стать фильм Никиты Михалкова «Шоколадный револьвер», и после этого он планировал прекратить творческую деятельность. Однако этот проект не был осуществлён, и музыка, написанная к «Шоколадному револьверу», вошла в фильм Николая Лебедева «Нюрнберг».
В мае 2019 года посещал Донецк.
Скончался 29 декабря 2022 года в Москве на 86-м году жизни от осложнений, вызванных пневмонией. Ранее сын композитора сообщил, что отец находится в реанимации из-за осложнений от бактериальной пневмонии.
Отпевание Артемьева прошло 31 декабря в храме Вознесения на Большой Никитской в Москве. Похоронен рядом с женой на Ваганьковском кладбище, участок 36.

## Семья
- Отец — Николай Васильевич Артемьев (1905—1986)[16]
- Мать — Нина Алексеевна Артемьева (1915—1997)[16]
- Жена — Изольда Алексеевна Артемьева (Мирошникова, 1936—2019).
  - Сын — Артемий Эдуардович Артемьев (род. 1966), композитор, продюсер, видеохудожник. Окончил музыкальное училище при Московской консерватории, Институт иностранных языков им. Мориса Тореза и композиторский класс Университета по композиции кино- и электронной музыки в Лос-Анджелесе (США). Член Союза кинематографистов России и Ассоциации электроакустической музыки России.
  - Дочь — Анна Артемьева (род. 1974), актриса, телеведущая; заслуженная артистка РФ (2019).

## Награды

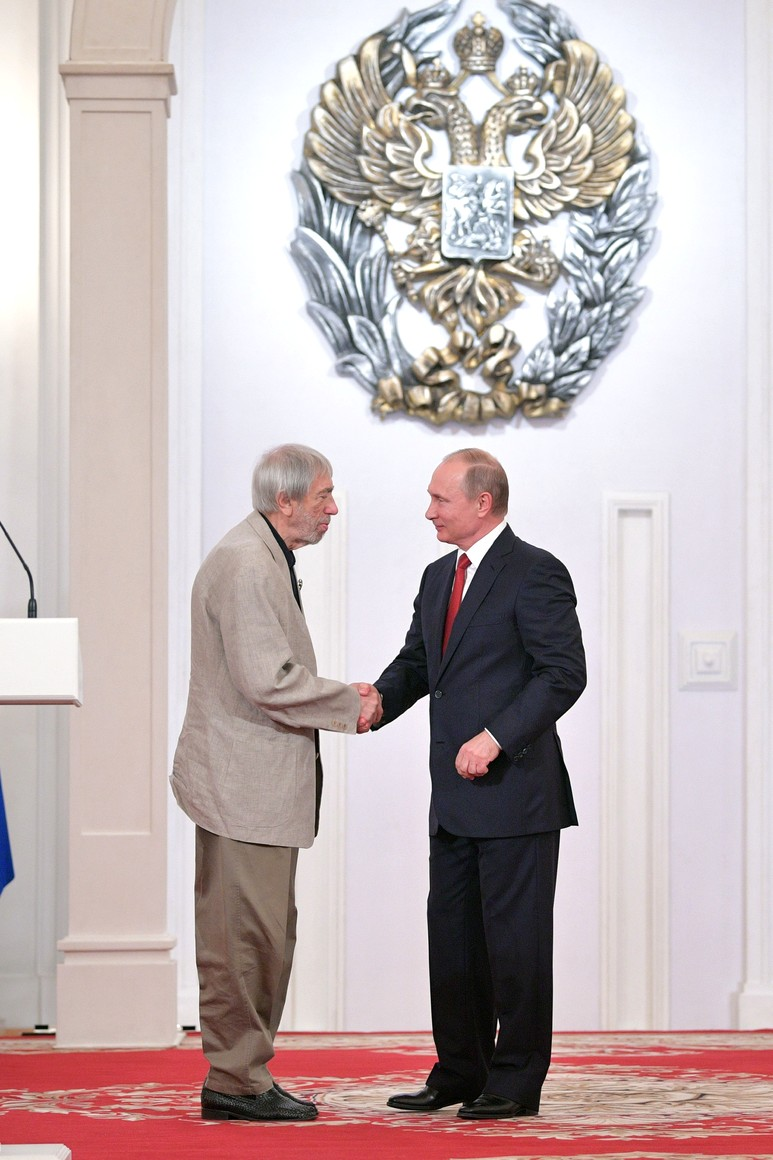
Артемьев и Путин в июне 2017 года

- Герой Труда Российской Федерации (14 ноября 2022) — за особые трудовые заслуги перед государством и народом[17].
- Народный артист Российской Федерации (8 января 1999) — за большие заслуги в области искусства[18].
- Малая Золотая медаль ВДНХ за музыкальную композицию «Мозаика» (1968).
- Заслуженный деятель искусств РСФСР (30 октября 1985) — за заслуги в области советского музыкального искусства[19].
- Лауреат Государственной премии РСФСР имени братьев Васильевых (1988) за фильм «Курьер».
- Почётный гражданин г. Балтимор (США, 1988).
- Лауреат четырёх Государственных премий в области литературы и искусства (1993, 1995, 1999, 2017): за художественные кинофильмы «Урга — территория любви», «Утомлённые солнцем», «Сибирский цирюльник» и «за вклад в развитие отечественного и мирового музыкального искусства».
- Лауреат четырёх премий «Ника» за лучшую музыку к фильму (1995, 2004, 2008, 2017) («Лимита», «Водитель для Веры», «12», «Герой»)[20].
- Лауреат пяти премий «Золотой орёл» за лучшую музыку к фильму (2007, 2008, 2012, 2014, 2015) («Доктор Живаго», «12», «Дом», «Легенда № 17», «Солнечный удар»).
- Лауреат премии «Искусство объединения Человека и информации» в номинации «Искусство» (2000).
- Лауреат премии «Святой Георгий» XXIII Московского международного кинофестиваля «За выдающийся вклад в мировой кинематограф» (2001).
- Премия имени М. Таривердиева (1999) за музыку к фильму «Мама».
- Приз имени М. И. Глинки (2011) за музыку к фильму «Тихая застава»[21].
- Приз жюри и Российского авторского общества имени Андрея Петрова (2011) за музыку к фильму «Тихая застава»[21].
- Орден «За заслуги перед Отечеством» IV степени (16 августа 2013) — за большой вклад в развитие музыкального искусства и многолетнюю творческую деятельность[22].
- Премия «Человек года» (2015).
- Премия Шостаковича за вклад в развитие мировой музыкальной культуры (2017)[23].
- «Золотая маска» в номинации «Работа композитора в музыкальном театре» за спектакль «Преступление и наказание» (Театр мюзикла, Москва) (2017)[24].
- Орден Александра Невского (16 июля 2018) — за большой вклад в развитие отечественной культуры и искусства, средств массовой информации, многолетнюю плодотворную деятельность[25].
- Юбилейная медаль Алтайского края (19 июля 2022) — за заслуги и достижения, связанные с развитием Алтайского края, и в связи с празднованием 85-летия Алтайского края
- За неоспоримый вклад в национальное искусство РФ, избран почетным академиком «Национальной гуманитарной академии» (2021)[26][27].
- Приз Российской национальной музыкальной премии «Виктория» за неоценимый вклад в российскую музыкальную культуру (2017).
- Памятная Золотая Медаль Сергея Михалкова (2017)[28].
- «Золотой святой Георгий» — приз 44-го Московского международного кинофестиваля за вклад в мировой кинематограф (2022)[29].

## Прочие факты
- Композиция «О спорт — ты вечный прогресс» (1980 года) использовалась в церемониях открытия и закрытия Игр XXII Олимпиады в Москве, причём инструментальная часть о́ды звучала во время зажжения олимпийского огня, а вокальная была использована в качестве музыкального сопровождения к танцу девушек в древнегреческих туниках при гашении огня во время закрытия Игр.
- Три номера кантаты «Ода доброму вестнику» (5. Красота земли, 6. Интерлюдия, 7. Спорт, ты — мир) (1980) в переработанном виде вошли в мессу «Девять шагов к преображению» (2018).
- В композиции «Воскрешение» группы ППК обработанная музыкальная тема Артемьева к фильму «Сибириада» дебютировала на 3-м месте в британских чартах синглов в 2002 году. Эта же тема из композиции «Поход»[30] («Смерть героя») была использована 7 февраля 2014 года на церемонии открытия зимних Олимпийских игр в Сочи. И эта же композиция стала причиной претензии автора к Первому каналу российского телевидения из-за использования в музыкальном шоу «Голос Дети», 7-й сезон[31].
- Другая мелодия Артемьева — основная тема из фильма «Свой среди чужих, чужой среди своих» — в аранжировке Игоря Матвиенко прозвучала на церемонии закрытия Олимпиады в Сочи. На церемонии закрытия также была использована музыка Артемьева из фильма «Сталкер».
- Поэт Николай Зиновьев написал стихи на одну из музыкальных тем Артемьева к фильму «Родня»[32] и в результате получилась песня «Полёт на дельтаплане», которая стала известна в исполнении Валерия Леонтьева. Зиновьев является автором также как минимум пяти песен на музыку Э. Артемьева, одну из которых («Ностальгия») исполнил Игорь Тальков.
- Являлся экспертом международного экспертного совета Виртуального продюсерского центра «Record v 2.0».
- Произведение «Красота Земли» из альбома «Ода доброму вестнику» включено в состав радиосигнала в глубокий космос к системе TRAPPIST-1, а также экзопланете К2-18б в рамках фестиваля электронной музыки, искусства и науки «Стихия».

## Музыкальные произведения[33]

### Дискография
- LP. «AHC — синтезатор» (Э. Артемьев — С. Крейчи, музыка к кинофильму «Космос»). «Мелодия»: 1972. D 25631—2 (СССР).
- LP. «Siberiade». Bande originale du film d’Andrei Konchalovsky. «Le Chant Du Monde»: 1979, LDX 74719 (Франция).
- LP. «Метаморфозы». Электронные интерпретации классических и современных произведений. Аранжировка для синтезатора Synthi-100 Э. Артемьева, В. Мартынова, Ю. Богданова. «Мелодия»: 1980, С10—13889-90 (СССР).
- LP. «Картины-настроения». Электронная музыка к фильмам «Сибириада», «Когда уходят киты», «Лунная радуга», «Ночь рождения», «Инспектор Гулл», «Жаркое лето в Кабуле», «Охота на лис», «Сталкер», «Легенды перуанских индейцев». «Мелодия»: 1984, С10—21077-002 (СССР).
- LP. «О́да доброму вестнику». Олимпийская кантата. Стихи Пьера де Кубертена. Поёт Геннадий Трофимов. «Мелодия»: 1984, С60-21277 000 (СССР).
- LP. «Тепло Земли». Вокально-инструментальная сюита на стихи Юрия Рытхэу. Поёт Жанна Рождественская. «Мелодия»: 1985, С60-23029 000 (СССР).
- CD. «Solaris», «The Mirror», «Stalker»: films by Andrei Tarkovsky. Torso Kino: 1989, CD 5001 (Голландия).
- LP. «Музыкальное приношение». «Мелодия»: 1990, C60 — 30721 000 (СССР).
- CD. «Urga»: original motion picture soundtrack a film by Nikita Mikhalkov. «Philips»: 1991, 510 608-2 (Франция).
- CD. «Looking East — Estonia and Russia» (Eduard Artemiev «The Road to Nowhere»). Erdenklang: 1992, 29612 (Германия).
- CD. «The inner circle»: music from the original soundtrack music composed by Edvard Artemiev. Milan: 1992, BMG 7313835613-2 (США).
- CD. «Burnt by the sun»: Bande originale du film «Soleil tromteur». «Auvidis traveling»: 1995, CD 5001 (Франция).
- CD. «Территория любви»: Музыка из кинофильмов Никиты Михалкова. «Тритэ & Edart Music», «Ладъ»: 1995, LDR 417038/9 (Россия).
- CD. «Тепло Земли». «Musea»: 1999, FGBG 4309. AR (Франция).
- CD. «The odyssey: music from motion picture». «Electroshock records», 1998. ELCD 008 (Россия).
- CD. «Солярис», «Зеркало», «Сталкер»: музыка к фильмам А. Тарковского. «Electroshock Records»: 1999, ELCD 012 (Россия).
- CD. «Barber of Sibiria»: original motion picture soundtrack a film by Nikita Mikhalkov. «Sony Classical»: 1999, SK 61802 (США).
- CD. «ANS». Electroshock Presents: "Electroacoustic Music. Volume IV. Archive Tapes. Synthesiser ANS. 1964—1971. «Electroshock Records» 1999, ELCD 011 (Россия).
- CD. «A book of impressions by Edvard Artemiev». «Electroshock Records»: 2000, ELCD 018 (Россия).
- CD. «Three odes»: «Ode to the Herald of good», «Phantom from Mongolia», «There & Here». «Electroshock Records»: 2002, ELCD 030 (Россия).
- CD. Музыка к кинофильмам «Водитель для Веры», «Мама». Продюсерская фирма Игоря Толстунова. 2004 (Россия).
- CD. «So Weit Die Füsse Tragen» («As far as my feet will carry me»). «Electroshock Records»: 2005, ELCD 045.
- CD. «Shadows of a Theater». «Electroshock Records»: 2005, ELCD 046.
- CD. «Территория любви. Музыка из кинофильмов Никиты Михалкова», коллекционное издание, посвящённое юбилею Н. В. Михалкова, ремастированное, дополненное. «Electroshock Records»: 2005, ELCD 047/048 (2 CD).
- CD. «Эдуард Артемьев. Музыка кино». 2007, VSMCD-001 VSMCD-002 (2 CD).
- CD. «Преступление и наказание». Рок-опера, 2007 (2 CD)[34].
- CD. «Invitation to Reminiscences». «Electroshock Records»: 2010, ELCD 057.
- CD. «Mood-Pictures». «Electroshock Records», 2010. ELCD 061 (Россия).
- CD. «Гармония бытия. Сентиментальное путешествие по фильмам Никиты Михалкова под музыку Эдуарда Артемьева». «Electroshock Records»: 2015, ELCD 064/065.
- CD. «Герой». «Electroshock Records»: 2016, ELCD 066.
- CD. «Антология» (11 CD Box Set), коллекционное издание с музыкой из кинофильмов разных лет, «Electroshock Records», 2018. ELCD 067—077 (Россия).
- CD. «Антология. Том II» (12 CD Box Set), коллекционное издание с музыкой из кинофильмов разных лет, «Electroshock Records», 2023. ELCD 078—089 (Россия).

### Оперы
- «Тепло Земли» — опера в двух действиях, либретто Е. Компанец; 1988 г.
- «Преступление и наказание» — рок-опера в двух актах по мотивам одноимённого романа Ф. М. Достоевского; либретто А. Кончаловского и Ю. Ряшенцева (при участии М. Розовского), стихи Ю. Ряшенцева; «Театр мюзикла», 2016 г.

### Оратории, кантаты, хоровые и вокально-инструментальные сочинения
- «Я убит подо Ржевом» — оратория на стихи А. Твардовского для баритона, смешанного хора и симфонического оркестра; 1959 г.
- «Вольные песни» — кантата для хора и симфонического оркестра на народные тексты; 1967 г.
- «Гимн природе», для голоса и рок-ансамбля, на стихи П. Грушко; 1976 г.
- «Ода доброму вестнику» — кантата к Олимпийским играм в Москве для тенора, двух смешанных хоров, детского хора, симфонического оркестра, рок-группы и синтезатора Synthi-100 на слова Пьера де Кубертена в русском переводе Н. Кончаловской; 1980 г. Вторая редакция кантаты подготовлена для фирмы звукозаписи «Мелодия»; 1984 г.
- «Тепло Земли» — вокально-инструментальный цикл для ме́ццо-сопрано, рок-группы и синтезатора Synthi-100; 1985 г.
- Balandis baltas (рус. Белый голубь), Vision (рус. Видение), Vasara (рус. Лето) — три поэмы для сопрано, скрипки и синтезаторов на стихи поэтов П. Целана и С. Геды; 1982—1989 гг.
- Impertire tempus cogitation (рус. Посвяти время размышлению), для сопрано и синтезаторов; 1990 г.
- «Фантом из Монголии», для народного женского голоса и синтезаторов; 1991 г.
- «Там и здесь», терцет для сопрано, тенора, рок-певца и симфонического оркестра на текст Ю. Ряшенцева; 1996 г.
- «Девять шагов к Преображению», ме́сса для хора, рок-группы, оркестра и солистов[35]; 2018 г.

### Симфонии, сюиты, инструментальная музыка
- «Поэма», для двух скрипок, альта и виолончели; 1956 г.
- «Хороводы», сюи́та для симфонического оркестра; 1960 г.
- «Кубки», сюита для симфонического оркестра и хора; 1962 г.
- «За мёртвыми душами», музыка к балету-пантомиме для симфонического оркестра; 1965 г.
- «Океан», симфоническая поэма; 1972 г.
- «Семь врат в мир Сатори», квазисимфония[уточнить] в семи частях для ансамбля электронных инструментов, гитары, ударных, скрипки и фонограммы; 1974 г.
- «Пилигримы», симфония для сопрано, тенора и рок-группы на стихи С. Кирсанова; 1982 г. (не окончена).
- «Лубки», сюита для женского хора и оркестра[36]; 2010 г.
- «Алтайский сказ. Полёт над временем», симфоническая сюита[37]; 2012 г.
- «Мастер», симфоническая сюита, посвящённая 85-летию со дня рождения Василия Шукшина[38]; 2014 г.

### Произведения для солирующих инструментов с оркестром
- Концерт для альта с оркестром (I часть); 1960 г.
- Концерт для фортепиано с оркестром; 1994 г.

### Фортепианная музыка
- «Пасторальная сонатина»; 1956 г.
- «Четыре прелюдии»; 1958 г.

### Электронные композиции
- «В космосе», для синтезатора АНС; 1961 г. (совместно с С. Крейчи)
- «Звёздный ноктюрн», для синтезатора АНС; 1961 г.
- «Концертный вальс», для синтезатора АНС; 1964 г.
- «Этюд», для синтезатора АНС; 1964 г.
- «Мозаика», для синтезатора АНС; 1967 г.
- «Двенадцать взглядов на мир звука: Вариации на один тембр»; 1969 г.
- «Нетемперированная музыка», для синтезатора АНС; 1969 г.
- «Картины-настроения», сюита для синтезатора Synthi-100; 1976—1983 гг.
- «Ноосфера», для хора и синтезаторов; 1975 г. (вторая редакция — 2000 г.).
- «Мираж», для рок-группы и синтезаторов; 1978 г.
- «Движение», для синтезатора Synthi-100 (совместно с Ю. Богдановым); 1980 г.
- «Океан Солярис»; 1987 г.
- «Credo (из Реквиема)»; 1987 г.
- «Памяти А. Тарковского»; 1987 г.
- «Три взгляда на революцию. К 200-летию Великой французской революции»; 1989 г.
- «Ритуал»; 1991 г.
- «I’d like to Return» рус. Я хотел бы вернуться); 1993 г.
- «Touch to the mystery» (рус. Прикосновение к тайне); 1993 г.
- «In the nets of time» (рус. В сетях времени); 1993 г.
- «Intangible» (рус. Неосязаемый); 1996 г.

### Музыка к спектаклям
- 1961

- «Осторожно — листопад»; театр им. Моссовета, реж. О. Ремез.
- «Гамлет из квартиры № 13»; театр Ленинского комсомола, реж. О. Ремез.

- 1965 «Фунт мяса»; театр им. Ермоловой, реж. В. Андреев.
- 1966 «451 градус по Фаренгейту»; радиоспектакль, реж. Лия Веледницкая.
- 1966

- «Море в конце пути»; театр на Малой Бронной, реж. А. Салтыков.
- «Визит дамы»; театр на Малой Бронной, реж. А. Гончаров.

- 1966 «Бал воров»; театр им. Ермоловой, реж. В. Андреев (восстановлен в 1974 г.).
- 1967 «Бег»; театр им. Ермоловой, реж. А. Гончаров.
- 1968 «Похождения Чичикова, или Мёртвые души»; Театр-студия киноактёра, реж. А. Орлов (восстановлен в 1990 г.).
- 1971 «Золотой мальчик»; театр им. Ермоловой, реж. В. Андреев.
- 1975

- «Ван Гог»; театр им. Ермоловой, реж. П. Зоданн (ГДР).
- «Белое золото»; театр им. Ермоловой, реж. В. Андреев.

- 1977 «Гамлет»; театр «Ленком», реж. А. Тарковский.
- 1978

- «Пятая колонна»; МХАТ им. Горького, реж. Н. Скорик.
- «Берег»; Малый театр, реж. В. Андреев.
- «Убивец» («Преступление и наказание»); Рижский театр русской драмы, реж. М. Розовский.
- «Постоялец»; театр им. Вахтангова, реж. Е. Симонов.

- 1984 «Идиот»; ЦАТСА, реж. Ю. Еремин.
- 1985 «Халида и Халидо»; Якутский драматический театр им. П. А. Ойтунского, реж. А. Борисов.
- 1986

- «Статья»; ЦАТСА, реж. Ю. Ерёмин, С. Валоков.
- «Бремя решения»; Театр сатиры, реж. В. Плучек.
- «Чёрная невеста»; Свердловский драматический театр, реж. В. Анисимов.

- 1987

- «Кресло»; Театр-студия под руководством О. Табакова, реж. О Табаков.
- «Сон о белых горах»; Малый театр, реж. В. Седов.
- «Игра»; Малый театр, реж. В. Андреев.
- «Механическое пианино»; «Театро ди Рома» (Рим, Италия), реж. Н. Михалков.
- «Чайка»; «Одеон» (Париж, Франция), реж. А. Кончаловский (восстановлен в 1989 г.).

- 1993

- «Механическое пианино»; Театр-студия под руководством О. Табакова, реж. О. Табаков.
- «Кабала святош»; МХАТ им. А. П. Чехова, реж. А. Шапиро.

- 2006 «Мария Стюарт»; Филиал Малого театра, реж. В. Иванов.

### Фильмография
- 1963

- «Мечте навстречу» (совместно с В. Мурадели), реж. М. Карюков и О. Коберидзе; Одесская киностудия.

- 1966

- «Занимайтесь самбо!» (Фитиль № 54), реж. А. Митта; Мосфильм.

- 1967

- «Арена», реж. С. Самсонов; Мосфильм.
- «Доктор Вера», реж. Д. Вятич-Бережных; Мосфильм.
- «Надо отвечать» (Фитиль № 62), Молдова-фильм.

- 1968

- «Не в шляпе счастье», реж. Н. Серебряков; Союзмультфильм.
- «Урок литературы», реж. А. Коренев; Мосфильм.
- «Клубок», реж. Н. Серебряков; Союзмультфильм.

- 1969

- «Великие холода», реж. Н. Серебряков; Союзмультфильм.
- «Каждый вечер в одиннадцать», реж. С. Самсонов; Мосфильм.
- «Встреча у старой мечети», реж. С. Хамидов; Таджикфильм.
- «Жадный Кузя», реж. М. Каменецкий, И. Уфимцев; Союзмультфильм.

- 1970

- «Чудный характер», реж. К. Воинов; Мосфильм.
- «Легенда тюрьмы Павиак», реж. С. Хамидов; Таджикфильм.
- «Спокойный день в конце войны», реж. Н. Михалков; Мосфильм.
- «Удивительный мальчик», реж. А. Орлов; ТО «Экран».
- «Добрый Насим», Таджикфильм.
- «Сказка о живом времени», реж. Н. Серебряков; Союзмультфильм.

- 1971

- «Голод», реж. С. Хамидов; Таджикфильм.
- «Золочёные лбы», реж. Н. Серебряков; Союзмультфильм.

- 1972

- «Солярис», реж. А. Тарковский; Мосфильм.
- «Белые бабочки Уссури», реж. С. Ерин; Мосфильм.
- «Ветерок», реж. Н. Серебряков; Союзмультфильм.

- 1973

- «Молчание доктора Ивенса», реж. Б. Метальников; Мосфильм.
- «Чисто английское убийство», реж. С. Самсонов; Мосфильм.
- «Каждому нужна собака», реж. И. Ясулович; Киностудия им. Горького.
- «Тайна забытой переправы», реж. С. Хамидов; Таджикфильм.

- 1974

- «Свой среди чужих, чужой среди своих», реж Н. Михалков; Мосфильм.
- «Зеркало», реж. А. Тарковский; Мосфильм.
- «Птицы над городом», реж. С. Никоненко; Киностудия им. Горького.
- «Ваши права?», реж. И. Селезнёва; ТО «Экран».

- 1975

- «Страх высоты», реж. А. Сурин; Мосфильм.
- «Крестьянский сын», реж. И. Тарковская; Киностудия им. Горького.
- «Принимаю на себя», А. Орлов; Мосфильм.
- «Нарисовать начало», реж. Владимир Самсонов; ТО «Экран».

- 1976

- «Раба любви», реж. Н. Михалков; Мосфильм.
- «Бешеное золото», реж. С. Самсонов; Мосфильм.
- «Пропал и нашёлся», реж. И. Ясулович; Киностудия им. Горького.

- 1977

- «Неоконченная пьеса для механического пианино», реж. Н. Михалков; Мосфильм.
- «Территория», реж. А. Сурин; Мосфильм.
- «Середина жизни», реж. О. Воронцов; Свердловская киностудия.
- «Семь похищенных женихов», реж. С. Хамидов; Таджикфильм.
- «Живая вода», реж. Владимир Самсонов; ТО «Экран».

- 1978

- «Сибириада», реж. А. Михалков-Кончаловский; Мосфильм.
- «Торговка и поэт», реж. С. Самсонов; Мосфильм.
- «Здравствуй, река», реж. И. Ясулович, П. Арсенов; Киностудия им. Горького.
- «Ищи ветра», реж. В. Любомудров; Свердловская киностудия.
- «Сапоги всмятку», реж. М. Ильенко; Киностудия им. Довженко.
- «Братья Рико», реж. Г. Иванов; Беларусьфильм.
- «Стратегия риска», реж. А. Прошкин; ТО «Экран».
- «Месье Ленуар, который не хотел умирать», реж. А. Орлов; ТО «Экран».
- «Легенды перуанских индейцев», реж. В. Пекарь; Союзмультфильм.
- «Лес, в который ты никогда не войдешь», реж. Б. Конунов; «Молдова-фильм».
- «Самолётик», реж. Владимир Самсонов; ТО «Экран».

- 1979

- «Сталкер», реж. А. Тарковский; Мосфильм.
- «Несколько дней из жизни И. И. Обломова», реж. Н. Михалков; Мосфильм.
- «Девочка и дельфин», реж. Р. Зельма; ТО «Экран».
- «Сыщик», реж. В. Фокин; Киностудия им. Горького.
- «Полоска нескошенных диких цветов», реж. Ю. Ильенко; Киностудия им. Довженко.
- «Телохранитель», реж. А. Хамраев; Таджикфильм.
- «Инспектор Гулл», реж. А. Прошкин; ТО «Экран».
- «Герон», реж. В. Омельченко; ТО «Экран».

- 1980

- «Охота на лис», реж. В. Абдрашитов; Мосфильм.
- «Баба Яга против!», реж. В. Пекарь; Союзмультфильм.
- «Расследование», реж. М. Рык; Мосфильм.
- «Частное лицо», реж. А. Прошкин; ТО «Экран».
- «Миллионы Ферфакса», реж. Н. Ильинский; Киностудия им. Довженко.
- «Ночь рождения», реж. Р. Зельма; ТО «Экран».
- «Тайна Эдвина Друда», реж. А. Орлов; ТО «Экран».
- «Три года», реж. С. Любшин, Д. Долинин; Мосфильм.
- «Школа», реж. М. Ильенко; Одесская киностудия.
- «Каждый третий», реж. Э. Хачатуров; Беларусьфильм, Узбекфильм.

- 1981

- «Родня», реж. Н. Михалков; Мосфильм.
- «Александр Маленький», реж. В. Фокин; Киностудия им. Горького.
- «Старосветские помещики», реж. М. Ильенко; Киностудия им. Довженко.
- «Любовь моя — революция», реж. О. Тулаев; Таджикфильм.
- «Когда уходят киты», реж. А. Ниточкин; ТО «Экран».
- «Опасный возраст (считать расторгнутым)», реж. А. Прошкин; ТО «Экран».
- «Дядюшкин сон», реж. А. Орлов; ТО «Экран».
- «Говорящие руки Траванкора», реж. В. Пекарь; Союзмультфильм.
- «Недобрая Ладо», реж. Н. Шорина; Союзмультфильм.

- 1982

- «Свидание с молодостью», реж. В. Попов; Мосфильм.
- «Остановился поезд», реж. В. Абдрашитов; Мосфильм.
- «Было у отца три сына», реж. Г. Иванов; Мосфильм.
- «Захват», реж. М. Махмудов; Таджикфильм.
- «Красавица в трауре», реж. Е. Шинарбаев; Казахфильм.
- «Юность гения», реж. Э. Ишмухамедов; Таджикфильм.
- «Белый шаман», реж. А. Ниточкин; ТО «Экран».
- «Закон племени», реж. В. Пекарь; Союзмультфильм.

- 1983

- «К своим!», реж. В. Левин; Мосфильм.
- «Жаркое лето в Кабуле», реж. А. Хамраев; Мосфильм.
- «Миргород и его обитатели», реж. М. Ильенко; Киностудия им. Довженко.
- «Гори, гори ясно», реж. А. Шахмалиева; Ленфильм.
- «Возвращение с орбиты», реж. А. Сурин; Киностудия им. А. Довженко.
- «Путь в вечность», реж. В. Пекарь; Союзмультфильм.
- «Без свидетелей», реж. Н. Михалков; Мосфильм.

- 1984

- «Лунная радуга», реж. А. Ермаш; Мосфильм.
- «Первая конная», реж. В. Любомудров; Мосфильм.
- «Человек-невидимка», реж. А. Захаров; Мосфильм.
- «ТАСС уполномочен заявить», реж. В. Фокин; Киностудия им. Горького.
- «То ли птица, то ли зверь» (мультфильм), реж. В. Пекарь; Союзмультфильм.
- «Семь стихий», реж. Г. Иванов; Киностудия им. Горького.
- «Круговорот», реж. Д. Худойназаров; Таджикфильм.

- 1985

- «Звонарь» (Фитиль № 273), реж. В. Пекарь; Союзмультфильм.
- «Странная история доктора Джекила и мистера Хайда», реж. А. Орлов; Мосфильм.
- «Соучастие в убийстве», реж. В. Краснопольский, В. Усков; Мосфильм.
- «Каждый охотник желает знать…», реж. М. Ильенко; Киностудия им. Довженко.
- «Чужой звонок», реж. С. Олейник; Киностудия им. Довженко.
- «Сто радостей, или Книга великих открытий», реж. Я. Лупий; Одесская киностудия.
- «Грядущему веку», реж. И. Хамраев; Ленфильм.
- «Загадка сфинкса», реж. В. Пекарь; Союзмультфильм.
- «Корабль пришельцев», реж. С. Никоненко; Киностудия им. Горького.
- «Прощай, зелень лета», реж. Э. Ишмухамедов; Узбекфильм.

- 1986

- «Курьер», реж. К. Шахназаров; Мосфильм.
- «Секунда на подвиг», реж. Э. Уразбаев, Ом Гил Сен; Мосфильм, Корейская киностудия художественных фильмов.
- «Без срока давности», реж. Э. Ходжикян; Мосфильм.
- «Мы веселы, счастливы, талантливы», реж. А. Сурин; Мосфильм.
- «Ключ на старт», реж. С. Никоненко; Киностудия им. Горького.
- «Плата за проезд», реж. В. Сорокин; Ленфильм.
- «Жалоба», реж. Т. Золоев; Одесская киностудия.
- «Покушение на ГОЭЛРО», реж. Н. Гусаров; Свердловская киностудия.
- «Последняя инспекция», реж. Э. Хачатуров; Узбекфильм.
- «Земля моего детства», реж. А. Ниточкин; ТО «Экран».
- «Ара, бара, пух!», реж. В. Пекарь; Союзмультфильм.
- «Человек на мотоцикле», реж. С Сулейменов; Казахфильм.

- 1987

- «Конец вечности», реж. А. Ермаш; Мосфильм.
- «Гобсек», реж. А. Орлов; Молдова-фильм.
- «Визит к Минотавру», реж. Э. Уразбаев; Киностудия им. Горького.
- «Мышь и верблюд», реж. В. Пекарь, С. Мягмар; Союзмультфильм, Монголкино.

- 1988

- «Homer and Eddie» («Гомер и Эдди»), реж. А. Кончаловский; Kings Road Entertainment / Los Angeles (США).
- «Город Зеро», реж К. Шахназаров; Мосфильм.
- «Воля Вселенной», реж. Дмитрий Михлеев; Беларусьфильм.
- «Государственная граница. Фильм 7-й: Солёный ветер», реж. Г. Иванов; Беларусьфильм.
- «Эти три верные карты», реж. А. Орлов; Литовская киностудия.
- «На рассвете», реж. Я. Лапшин; Свердловская киностудия.

- 1989

- «Нечистая сила», реж. Э. Ясан; Ленфильм.
- «Ай-ай-ай», реж. В. Пекарь; Союзмультфильм.
- «Вход в лабиринт», реж. Валерий Кремнёв; Киностудия им. Горького.
- «И повторится всё…», реж. Б. Оганесян; Арменфильм.

- 1990

- «Центровая сделка» («Heard of the deal»), реж. М. Левикова, Ю. Найман; Chanticleer Film Los Angeles (США).
- «Палач», реж. В. Сергеев; Ленфильм.
- «Автостоп», реж. Н. Михалков; «ТриТэ».
- «Грань», реж. Н. Репина; Казахфильм.

- 1991

- «Подводные береты», реж. В. Тарасов и др.; Союзмультфильм
- «The inner circle» («Ближний круг»), реж. А. Кончаловский; «Коламбия Пикчерз» (США).
- «Штемп», реж. Г. Иванов; «Фора-фильм».
- «Гений», реж. В. Сергеев; Ленфильм.
- «Урга — территория любви», реж. Н. Михалков; Camera One (Франция).
- «Преступление лорда Артура», реж. А. Орлов; Союзтелефильм.

- 1992

- «Похождения Чичикова», реж. А. Орлов; ТО «Экран».
- «Double jeopardy» («Двойная опасность»), реж. Л. Шиллер; CBS-Lauren Production / Los Angeles (США).

- 1993

- «Анна: от 6 до 18», реж. Н. Михалков; «ТриТэ».
- «Грех. История страсти», реж. В. Сергеев; Ленфильм.
- «Шопен. Соната номер два», реж. К. Антропов; «ЛАД».

- 1994

- «Лимита», реж. Д. Евстигнеев; Мосфильм.
- «Burial of the rats» («Похороны крыс»), реж. Д. Голден; Concorde Company / Los Angeles (США).
- «Утомлённые солнцем», реж. Н. Михалков; «ТриТэ», Camera One (Франция).

- 1995

- «Неоконченный Карабахский дневник», реж. Э. Паязат; «Арменфильм».
- «Сентиментальное путешествие на мою Родину. Музыка русской живописи», реж. Н. Михалков и В. Максимов; «ТриТэ».

- 1996

- «Родительский день» (документальный фильм), реж. Р. Боботов; ВГИК

- 1997

- «Odyssey» («Одиссея»), реж. А. Кончаловский; Hallmark Entertainment Production (США).
- «Война окончена. Забудьте...», реж. В. Харченко; ВГИК, Прометей (Москва), Наше Кино.

- 1998

- «Сибирский цирюльник», реж. Н. Михалков; «ТриТэ», Camera One (Франция).

- 1999

- «Мама», реж. Д. Евстигнеев; Мосфильм.

- 2001

- «Побег из Гулага», реж. Харди Мартине, Д. Астрахан; Cascadeur Filmproduction (Германия), «Беларусьфильм».

- 2002

- «Дом дураков», реж. А. Кончаловский.
- «Наследник», реж. В. Любомудров.

- 2003

- «Отец», реж. Никита Михалков.
- «Мама», реж. Никита Михалков.

- 2004

- «Водитель для Веры», реж. П. Чухрай; Мосфильм.
- «Богатство», реж. Э. Уразбаев; «МостВидеоФильм».

- 2005

- «Глазами волка», реж. Николай Вороновский; ТПС «Актёр кино», Киностудия имени М. Горького.

- 2006

- «Доктор Живаго», реж. А. Прошкин; «Централ Партнершип».

- 2007

- «55», реж. Н. Михалков; «Россия».
- «12», реж. Н. Михалков; «Три Тэ».

- 2008

- «Никто кроме нас», реж. Сергей Говорухин.

- 2009

- «Прыжок афалины», реж. Эльдор Уразбаев.
- «Какраки», реж. Илья Демичев.
- «Тайны любви», реж. Анастасия Попова.

- 2010

- «Утомлённые солнцем 2: Предстояние», реж. Н. Михалков.
- «Щелкунчик и Крысиный Король», реж. Андрей Кончаловский.

- 2011

- «Утомлённые солнцем 2: Цитадель», реж. Н. Михалков.
- «Око за око», режиссёр Геннадий Полока.
- «Тихая застава» реж. Сергея Маховикова по одноимённой повести Валерия Поволяева.
- «Космонавт», режиссёр Николас Алкала.
- «Дом», режиссёр Олег Погодин.
- «Искупление», режиссёр Александр Прошкин.

- 2012

- «Москва 2017», режиссёр Дж. Брэдшоу.

- 2013

- «Легенда № 17», режиссёр Николай Лебедев.

- 2014

- «Белые ночи почтальона Алексея Тряпицына», реж. Андрей Кончаловский; Продюсерский Центр Андрея Кончаловского.
- «Солнечный удар», режиссёр Никита Михалков; «ТриТэ».

- 2016

- «Герой», реж. Юрий Васильев.

- 2019

- «Грех», реж. Андрей Кончаловский; Продюсерский Центр Андрея Кончаловского.

- 2020

- «Грозный», реж. Алексей Андрианов; Кинокомпания «Москино».

- 2023

- «Нюрнберг», реж. Николай Лебедев; Телеканал «Россия 1».
- «Я не актёра зрю, а бытия черты», реж. Игорь Коняев; Академия кинематографического и театрального искусства Н. С. Михалкова.

## Телевидение и радио
- 1989 — заставка программы «Под знаком {\displaystyle {\boldsymbol {\pi }}}».
- 1996 — заставка информационной программы «Вести» на «Радио России» (переработанная версия композиции «Вечный прогресс»).
- 2011 — н. в. — заставка программы «Бесогон ТВ» (тема «Поклонники» из кинофильма «Раба любви»).

## Актёрская фильмография
- 1967 — «Арена» — тапёр
- 1983 — «Без свидетелей» — дирижёр
- 2014 — «Солнечный удар» — ассистент фотографа

### Интервью
- Леонтий Букштейн. Эдуард Артемьев: как получается, так и случится // «Босс». — 2007. — № 11.
- Анна Кукушкина. Песни — не мой жанр. Композитор Эдуард Артемьев. «Известия», 27 октября 2009 г.
- Наталья Черных. Раб любви. К музыке. «МК в Питере», 25 ноября 2009 г.
- Игорь Киселёв Эдуард Артемьев: Электронный композитор чувствует себя всемогущим // «Звуки. Ру» — 31.03.2010
- Алина Циопа Эдуард Артемьев: «Я должен существовать в рамках кино»
- Марина Мишина Эдуард Артемьев: «Творчество — это смысл жизни» // «АвиаРевю» — 01.02.2011
- Светлана Полякова Эдуард Артемьев: «Если композитор не слушает режиссёра — дальше Бердичева его музыка звучать не будет» // «Московские Новости» 27.05.2011
- Эдуард Артемьев: За последние 40 лет в кино ничего не изменилось // Питер. ТВ 13.07.2011
- Павел Красин. Соединяя пространства… и души // Советская Сибирь № 199 (26574) от 22.10.11
- Как по нотам // Новое Дело № 18 от 03.05.2012
- Любовь Берчанская. Всё — только горбом // VladNews 19.09.2012
- Андрей Морозов. В музыке важны эмоции // Daily Talking, 2012.12.11
- Алексей Певчев. «Большой Голливуд никогда не скатывался в музыкальный ширпотреб» // «Известия», 30 ноября 2012 г.
- Аглая Смирнова. Повелитель звуков // «РГ», 6 декабря 2012 г.
- Алла Борисова. Эдуард Артемьев: Тарковский хотел снимать без музыки // «Балтинфо», 12 декабря 2012.
- Игорь Киселёв. Эдуард Артемьев: Искусство опять собирается в одну точку, в некий синтез — «мистерию» // Звуки.ру, 03.04.2013
- Михаил Рябиков. Эдуард Артемьев: На современную музыку у меня нет времени. Нужно дописать свою // «КП» 30.11.2013
- Иван Ургант.  Вечерний Ургант. Эдуард Артемьев // ТК «Первый канал» 26.11.2015
- Интервью с народным артистом России композитором Эдуардом Артемьевым. Канал Союза кинематографистов России "Прямой эфир". Дата обращения: 11 марта 2019.